# ندوکرومیل
ندوکرومیل سدیم (انگلیسی: Nedocromil) دارویی است که به عنوان تثبیت‌کننده ماست‌سل در نظر گرفته می‌شود و از خس خس سینه، تنگی نفس و سایر مشکلات تنفسی ناشی از آسم جلوگیری می‌کند. این دارو به شکل یک استنشاقی با نام تجاری Tilade و به عنوان قطره چشمی با نام تجاری Alocril تجویز می‌شود. اثرات ندوکرومیل در مقابل آسم به جای سریع الاثر تدریجی است و در مقایسه با گشادکننده های برونش سریع الاثر مانند آلبوترول یا سایر داروهای استنشاقی شناخته شده برای دیسترس تنفسی حاد نشان داده نمی‌شود. آماده‌سازی‌های مایع ندوکرومیل در بریتانیا با نام راپیتیل برای استفاده برای واکنش‌های آلرژیک چشم در دسترس هستند. نشان داده شده است که ندوکرومیل سدیم در کاهش علائم ورم ملتحمه آلرژیک مؤثر است.
ندوکرومیل به عنوان بنزوپیرون طبقه بندی می‌شود. ندوکرومیل به‌عنوان تثبیت‌کننده ماست‌سل عمل می‌کند، از دگرانولاسیون ماست سل‌ها جلوگیری می‌کند، از آزاد شدن هیستامین و تریپتاز جلوگیری می‌کند، بنابراین از سنتز پروستاگلاندین‌ها و لکوترین‌ها جلوگیری می‌کند. تولید ندوکرومیل استنشاقی ایالات متحده در آوریل ۲۰۰۸ متوقف شد زیرا از CFCها به عنوان پیشران استفاده می‌کرد.